# Ruth Boehringer
Ruth Boehringer geb. Ruth Dyckerhoff (* 24. März 1906 in Amöneburg; † 11. November 2007 in Ingelheim am Rhein) war eine deutsche Unternehmerin.

## Leben
Ruth Dyckerhoff war seit 1929 mit Ernst Boehringer verheiratet, der Ehe entstammen die beiden Söhne Otto und Hans Boehringer. Während des Zweiten Weltkrieges half sie im Lazarett. Nach dem Ende des Krieges organisierte sie in Zusammenarbeit mit dem Roten Kreuz Kleider- und Möbelsammlungen zu Gunsten von Kriegsgefangenen, Flüchtlingen und anderen Bedürftigen. Auch die Organisation von Schulspeisungen fand ihre Aufmerksamkeit. Später gründete sie zusammen mit anderen den Kreis der Älteren. Dort konnten erstmals die älteren Mitbürger in der Stadt Ingelheim in geselliger Runde zusammenfinden und ihre Freizeit beispielsweise in Bastelkreisen organisieren. Auf ihre Anregung entstand 1958 in Zusammenarbeit mit dem DRK-Ortsverband und Hans-Heinz Eppelsheimer, dem Direktor der Volkshochschule Ingelheim, ein Begegnungszentrum im neuerbauten Fridtjof-Nansen-Haus. Auf ihre Initiative ging auch der Versand von Geschenkpaketen in die damalige DDR sowie an weniger bemittelte Mitbürger in der Stadt zurück. Im Jahr 1959 wurde ihr dieserhalb das DRK-Ehrenzeichen, 1964 die silberne Ehrennadel und 1967 die Landesverdienstnadel in Gold verliehen. Von 1961 bis 1979 leitete sie den Ortsverband des Roten Kreuzes in Ingelheim, dann wurde sie zur Ehrenvorsitzenden des DRK ernannt.
Am 15. Dezember 1970 wurde Ruth Boehringer mit dem Bundesverdienstkreuz am Bande ausgezeichnet. In Würdigung ihres sozialen Engagements und ihres persönlichen Einsatzes für ältere oder bedürftige Mitbürger in der Stadt wurde ihr am 16. Dezember 1985 anlässlich des 100-jährigen Jubiläums von Boehringer Ingelheim durch den Stadtrat die Ehrenbürgerwürde der Stadt Ingelheim am Rhein verliehen.